# Pepa San Martín
Pour les articles homonymes, voir San Martin.
María José San Martín, dite Pepa San Martín, est une réalisatrice et scénariste chilienne, née en mars 1974 à Curicó.

## Biographie
Assistante réalisatrice sur plusieurs longs métrages chiliens, épisodiquement actrice, elle réalise deux courts métrages, dont La Ducha, primé notamment à la Berlinale 2011. En 2016, elle sort son premier long métrage, Rara, lui aussi primé à la Berlinale. Elle-même ouvertement lesbienne, elle y aborde la question de l'homoparentalité.

## Filmographie

### Comme réalisatrice-scénariste
- 2011 : La Ducha (court métrage)
- 2012 : Gleisdreieck  (court métrage)
- 2016 : Rara

### Comme assistante réalisatrice
- 2006 : Kiltro d'Ernesto Díaz Espinoza - deuxième assistante réalisatrice
- 2009 : Ilusiones ópticas de Cristián Jiménez - deuxième assistante réalisatrice

### Comme actrice
Elle a également joué des rôles secondaires dans quelques films :
- 2005 :  Play d'Alicia Scherson - barmaid
- 2006 : Kiltro d'Ernesto Díaz Espinoza - l'amie maniaque no 4
- 2009 : Turistas d'Alicia Scherson

## Distinctions

### Récompenses
- Berlinale 2011 : Prix DAAD du court métrage pour La Ducha
- Berlinale 2016 : Grand Prix du jury international Generation Kplus pour Rara
- Festival de Saint-Sébastien 2016 : Prix Horizons pour Rara

### Nominations et sélections
- Berlinale 2011 : en compétition pour l'Ours d'or du court métrage pour La Ducha
- Berlinale 2016 : en compétition pour l'Ours de cristal et pour le Prix du meilleur premier long métrage pour Rara